# Орашје Попово (Равно)
Орашје Попово је насељено место у општини Равно која административно припада Херцеговачко-неретванском кантону, Федерација БиХ, БиХ. Орашје Попово је подељено међуентитетском линијом између града Требиња и општине Равно. Према попису становништва из 2013. у насељу је живело 25 становника.

## Становништво
Према попису становништва из 2013. године у месту је било 25 становника. Насеље је у потпуности настањено Србима.
| Национални састав према попису из 2013.‍ | Национални састав према попису из 2013.‍ | Национални састав према попису из 2013.‍ | Национални састав према попису из 2013.‍ | Национални састав према попису из 2013.‍ |
| --------------------------------------- | --------------------------------------- | --------------------------------------- | --------------------------------------- | --------------------------------------- |
|                                         |                                         |                                         |                                         |                                         |
| Срби                                    | Срби                                    |                                         | 25                                      | 100%                                    |
| Укупно: 25                              |                                         |                                         |                                         |                                         |

Ранији пописи:
| Националност | 1991.      | 1981.      | 1971.       | 1961.       |
| Срби         | 62 (86,1%) | 92 (83,6%) | 136 (89,5%) | 171 (92,4%) |
| Хрвати       | 10 (13,9%) | 15 (13,6%) | 16 (10,5%)  | 14 (7,6%)   |
| Југословени  | —          | 3 (2,7%)   | —           | —           |
| Укупно       | 72         | 110        | 152         | 185         |